# Classe Halland
La classe Halland fu una classe di cacciatorpediniere di costruzione svedese, composta da quattro unità realizzate a coppie per la Svenska marinen e la Armada de la República de Colombia ed entrate in servizio tra il 1956 e il 1958.
Gli Halland furono tra le primissime unità della categoria dei cacciatorpediniere lanciamissili, venendo costruiti appositamente per essere equipaggiati con il missile antinave svedese Robot 315 di recente sviluppo (poi sostituito dal più prestante Robot 08). Il progetto originario prevedeva la costruzione di quattro unità per la Svenska marinen, ma problemi finanziari portarono poi alla realizzazione di sole due unità; il progetto interessò il governo della Colombia, che ordinò ai cantieri svedesi una coppia di unità dotate però di armamento modificato, privo della componente missilistica.
I due Halland della Svenska marinen (HMS Halland e HMS Småland), i cacciatorpediniere di più grandi dimensioni mai entrati in servizio in Svezia, servirono come conduttore di flottiglia durante il periodo della guerra fredda, e dagli anni 1970 furono le unità principali della flotta; radiati dal servizio attivo tra il 1984 e il 1985, lo Halland fu avviato alla demolizione mentre lo Småland fu conservato come nave museo a Göteborg. Le due unità colombiane (ARC Siete de Agosto e ARC Veinte de Julio) furono radiate dal servizio tra il 1984 e il 1986 e avviate alla demolizione.

## Il progetto

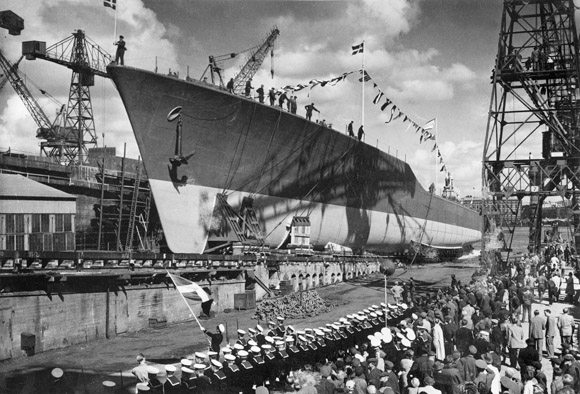
Il varo dello Halland il 16 luglio 1952

Viste le avvisaglie di un prossimo grande conflitto europeo, il governo svedese autorizzò nella seconda metà degli anni 1930 un vasto programma di costruzioni navali per svecchiare e ammodernare la flotta di cacciatorpediniere della Svenska marinen, ancora composta per buona parte da unità progettate e realizzate nel primo decennio del secolo; il successivo scoppio della seconda guerra mondiale portò poi a un'interruzione delle forniture di apparecchiature militari dall'estero, obbligando la Svezia a ripiegare interamente sulla propria industria nazionale per portare avanti i suoi programmi di difesa. L'apice delle costruzioni svedesi in fatto di cacciatorpediniere nel periodo bellico fu raggiunto con le unità classe Öland, ordinate nel 1942 e messe in costruzione tra il 1944 e il 1945: con 1 880 tonnellate di dislocamento standard e 2 250 tonnellate di dislocamento a pieno carico, gli Öland furono i più grandi cacciatorpediniere svedesi realizzati fino a quel momento e su di essi furono implementate molte delle migliorie suggerite dall'esperienza diretta delle altre marine nel conflitto in corso, rappresentando quindi un notevole salto qualitativo.
Gli Öland entrarono in servizio tra la fine del 1947 e l'inizio del 1948, a guerra ormai finita; di conseguenza, delle quattro unità previste solo due furono realizzate mentre le altre due furono cancellate prima ancora di essere messe in costruzione. La ripresa dei contatti con gli ambienti militari esteri suggerì agli ufficiali svedesi l'adozione di nuove migliorie e aggiornamenti nel campo delle tecnologie navali, in particolare per quanto riguardava il settore delle apparecchiature radar, dei sistemi di condotta del tiro e di organizzazione interna delle centrali operative di combattimento. Alla luce di questi sviluppi, già nel 1947 la Marina svedese avviò gli studi per una nuova classe di cacciatorpediniere che sviluppasse e migliorasse il progetto avviato con gli Öland; l'autorizzazione alla costruzione delle nuove unità fu tuttavia negata dal governo svedese fino al 1951, quando i venti della nuova "guerra fredda" suggerirono infine all'esecutivo di Stoccolma di avviare un programma di modernizzazione ed espansione delle sue forze armate. Il lungo periodo di progettazione consentì nondimeno di adottare e implementare sulle future unità ulteriori miglioramenti dettati dagli avanzamenti tecnologici; in particolare, venne deciso di fare dei futuri Halland le prime unità svedesi con capacità lanciamissili.

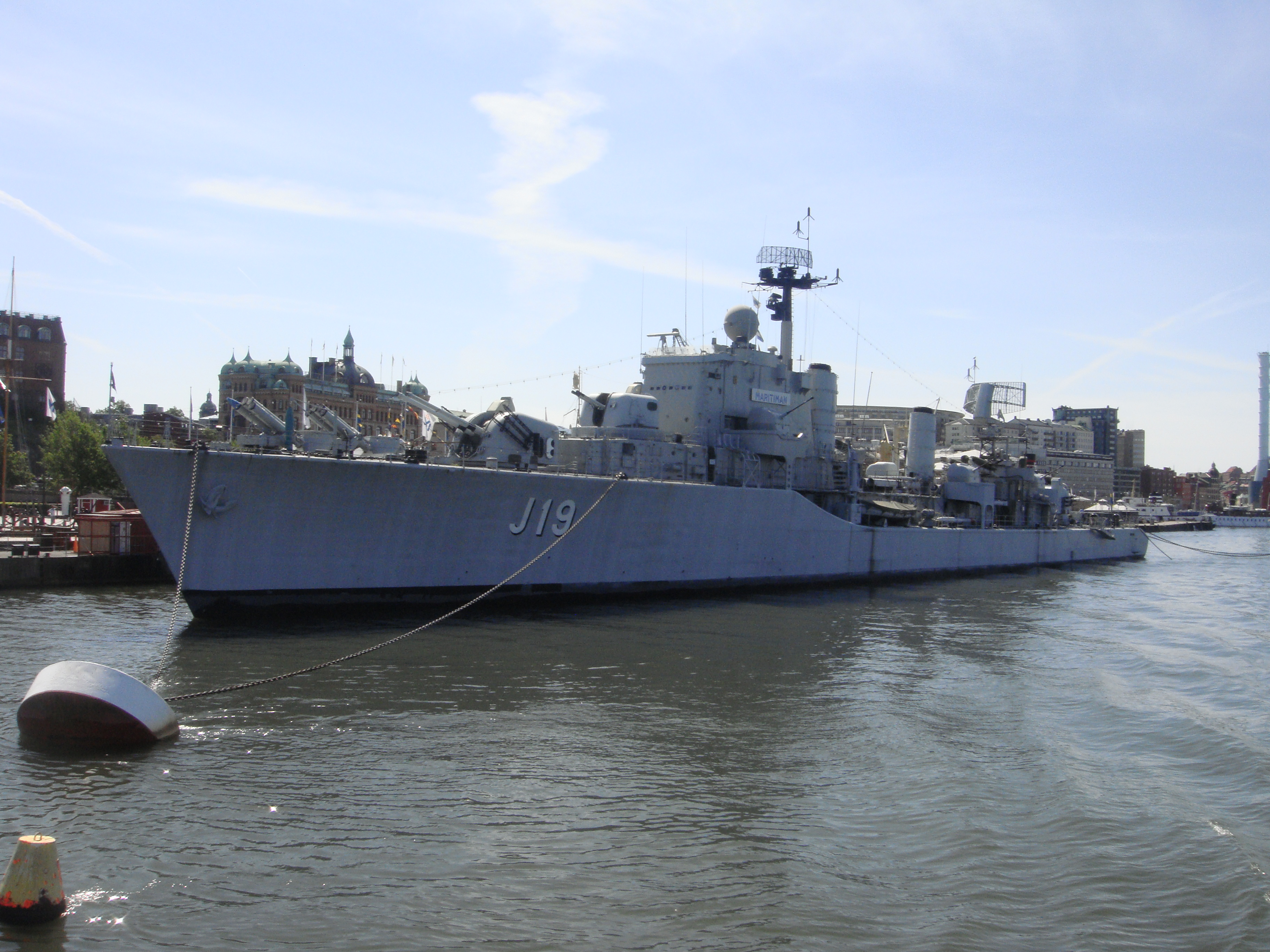
Lo Småland in mostra a Göteborg

La Svenska marinen fu in effetti tra le prime al mondo a concepire e realizzare l'idea dell'imbarco su cacciatorpediniere di missili antinave, condividendo il primato con la Voenno-morskoj flot dell'Unione Sovietica: i sovietici sperimentarono l'imbarco dei loro primi missili antinave P-1 sui cacciatorpediniere classe Kildin nel febbraio 1957, per poi realizzare la loro prima serie di cacciatorpediniere lanciamissili espressamente progettati a ciò (la classe Krupny) tra il 1960 e il 1961.
Gli svedesi avevano iniziato i loro primi passi nel campo della missilistica nel 1943-1944, sfruttando il rinvenimento di alcuni prototipi di missili V1 e V2 tedeschi precipitati nella Svezia meridionale durante dei lanci di prova; lo studio dei V1, in particolare, portò alla realizzazione del primo missile antinave svedese basato a terra, il Robot 310, i cui lanci sperimentali ebbero inizio nel giugno 1946. L'idea del missile antinave imbarcato su unità leggere e veloci attraeva molto gli ufficiali navali svedesi, convinti che simili armi avrebbero dato un notevole vantaggio a una marina di piccole dimensioni (come quella svedese) anche nel caso di un confronto bellico con avversari più numerosi; nel settembre 1947 la Marina svedese autorizzò quindi la progettazione dei primi sistemi missilistici a lei dedicati, progetti concretizzatisi nei primi anni 1950 nei missili Robot 315 (destinato all'imbarco sulle unità navali) e Robot 316 (destinato alle batterie costiere a terra). Il Robot 315 compì i suoi primi lanci nel gennaio 1954, e si decise pertanto di installarlo subito sulle unità classe Halland che proprio in quel periodo stavano ultimando i lavori di completamento.

## Caratteristiche

### Scafo e propulsione

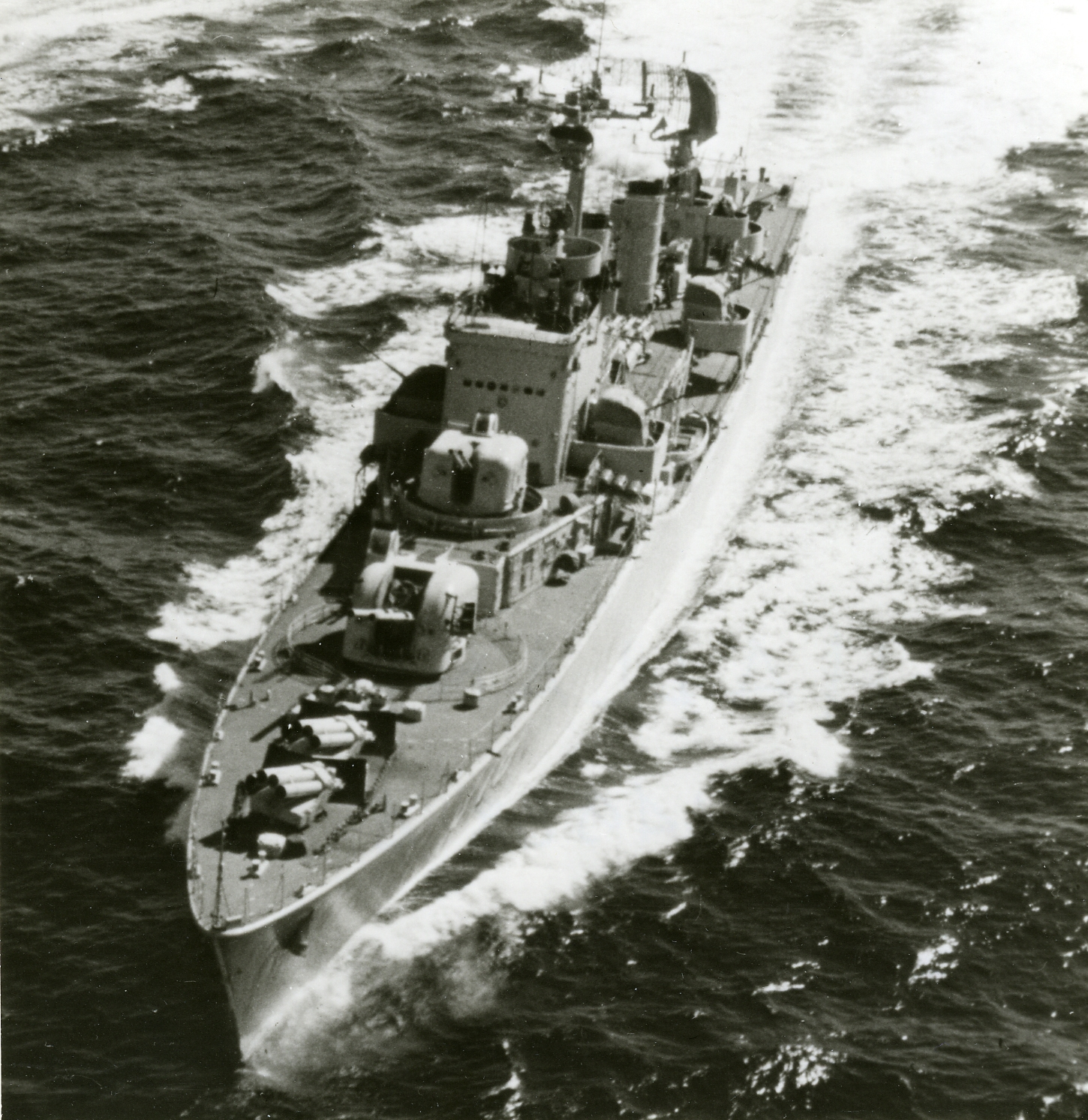
Veduta dall'alto dello Halland in navigazione nel 1966

L'impostazione dei due primi Halland ebbe inizio nel 1951 presso i cantieri della Götaverken (l'unità capoclasse HMS Halland) e della Eriksbergs (il gemello HMS Småland) di Göteborg; le due unità furono successivamente varate nel corso del 1952 per poi entrare in servizio tra il 1955 e il 1956. Gli Halland erano significativamente più grandi dei precedenti classe Öland e anche dei successivi classe Östergötland, divenendo così i più grandi cacciatorpediniere usciti dai cantieri svedesi: il dislocamento standard raggiungeva infatti le 2 790 tonnellate, salendo a 3 400 tonnellate con le unità a pieno carico.
Lo scafo, interamente realizzato per saldatura, aveva una lunghezza fuori tutto di 121 metri, una larghezza massima di 12,6 metri e un pescaggio di 4,4 - 5,5 metri. Lo scafo presentava un lungo castello esteso dall'estrema prua fino all'altezza del torrione del blocco timoneria-plancia; il castello era poi prolungato verso poppa da una tuga estesa sul ponte di coperta per quasi tutta la lunghezza dello scafo: questa consentiva all'equipaggio di muoversi per tutta la lunghezza della nave senza dover uscire all'esterno, una misura di sicurezza nel caso l'unità si fosse trovata a operare in ambienti contaminati da radiazioni o aggressivi chimici. Sempre come misura di protezione anti-NBC lo scafo non presentava alcun oblò, rimpiazzati da sistemi interni di condizionamento dell'aria. Sopra la tuga del ponte di coperta era poi collocata una seconda tuga, estesa dalla torre di artiglieria di prua fino a centro nave, su cui trovavano posto l'impianto binato di cannoni da 57 mm antiaerei, il blocco plancia-timoneria, l'albero principale e il fumaiolo anteriore; procedendo ulteriormente verso poppa si trovavano poi il secondo fumaiolo e una tuga più piccola che ospitava la direzione di tiro secondaria. Una leggera blindatura proteggeva il blocco plancia-timoneria nonché il ponte di coperta e le fiancate in corrispondenza dei locali macchine. Le sistemazioni interne consentivano l'alloggio di 16 ufficiali, 29 sottufficiali e 245 marinai.
L'apparato propulsivo si basava su due turbine a vapore modello de Laval, alimentate ciascuna da una caldaia tipo Penhoët e azionanti ciascuna un albero motore con la relativa elica. La potenza complessiva dell'impianto raggiungeva i 58 000 hp (43 000 kW), i quali garantivano una velocità massima di 35 nodi; l'autonomia si aggirava sulle 3 000 miglia alla velocità di crociera di 20 nodi.

### Armamento e sensori

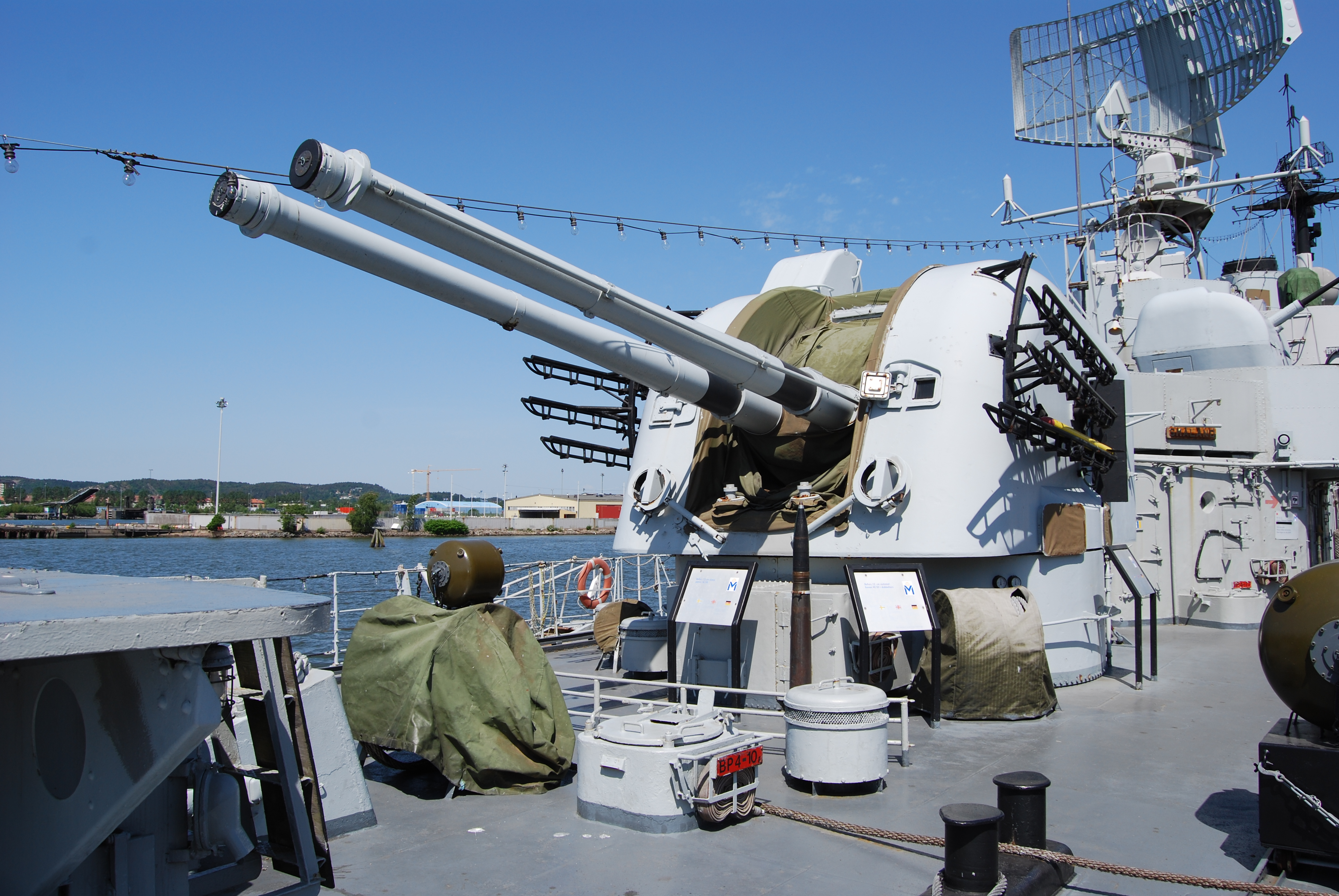
La torre da 120 mm poppiera dello Småland; notare ai lati le rotaie per il lancio di razzi illuminanti

L'armamento di artiglieria degli Halland era molto potente e moderno per la loro epoca. A prua e poppa delle unità erano collocate due torrette armate ciascuna con due cannoni Bofors 120/50 mm mod. 50, a impiego duale antinave e antiaereo: gli impianti erano completamente automatici, alimentati da due elevatori di munizioni sottostanti ognuno capace di ospitare due caricatori da 26 colpi; la cadenza di tiro si aggirava sui 42-45 colpi al minuto per canna, con una gittata massima di 19 100 metri nel tiro antinave e di 9 000 metri nel tiro antiaereo. L'armamento di artiglieria secondario si basava su due cannoni Bofors 57/60 mm mod. 50, montati in una torretta binata collocata davanti al blocco plancia sulla tuga secondaria in posizione sopraelevata rispetto alla torre di prua da 120 mm: l'impianto, completamente automatico, era capace di un rateo di fuoco di 120 colpi al minuto per canna. Come ulteriore armamento antiaereo erano poi disponibili sei cannoni-mitragliere Bofors 40/70 mm mod. 48, in impianti singoli (inizialmente aperti, poi scudati) ad azionamento manuale: due pezzi erano collocati ai lati del blocco plancia, gli altri quattro verso poppa sopra la tuga di coperta.
L'armamento silurante si basava su due complessi quadrupli di tubi lanciasiluri da 533 mm, collocati a centro nave davanti e dietro il fumaiolo di poppa. Per la lotta antisommergibile erano disponibili due lanciarazzi quadrinati Bofors 375 mm, collocati all'estrema prua davanti alla torre da 120 mm in impianti brandeggiabili capaci di una gittata compresa tra i 300 e i 1 200 metri; all'estrema poppa erano invece collocate due tramogge per il rilascio di bombe di profondità, lanciate in mare attraverso due aperture nello specchio di poppa. Come tutti i cacciatorpediniere svedesi, anche gli Halland disponevano di guide per l'imbarco e il rilascio in mare da scivoli a poppa di mine navali, con una capacità massima di 58 ordigni; per il tiro di razzi illuminanti erano disponibili due rastrelliere lanciarazzi collocate su ciascun lato delle torri da 120 mm, con un ulteriore impianto lanciarazzi da 103 mm collocato a poppa.

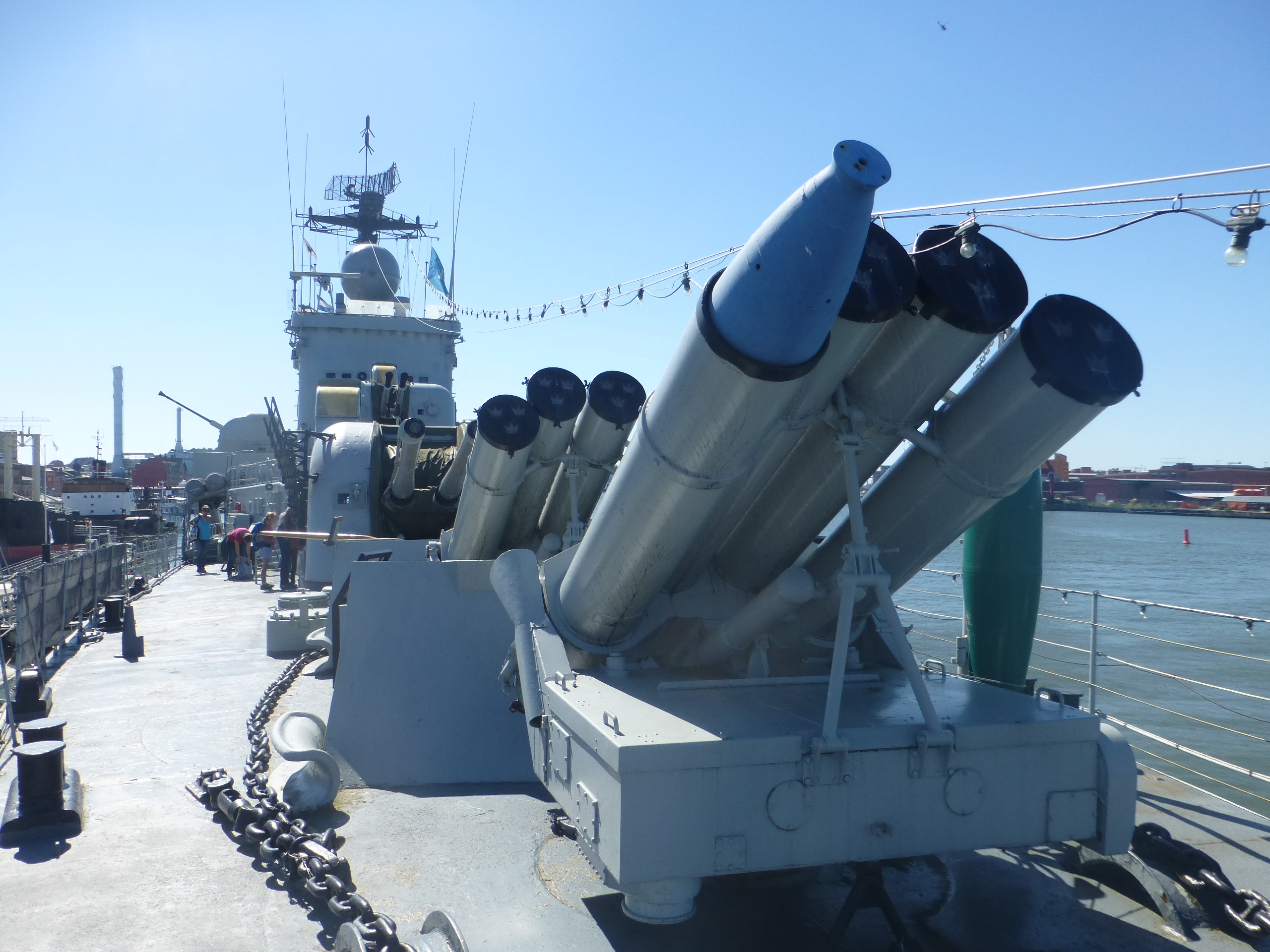
Veduta in primo piano dei lanciarazzi antisommergibili dello Småland

Benché il sistema missilistico Robot 315 fosse ancora in via di sviluppo, gli Halland furono progettati già in partenza per il suo imbarco: il missile veniva lanciato da una rampa singola collocata superiormente all'impianto lanciasiluri più a poppa, il cui apparato di brandeggio veniva usato anche per il puntamento orizzontale della rampa; per la ricarica la rampa si allineava con un condotto inclinato aperto nella tuga di coperta, che portava a un sottostante deposito in cui potevano essere stivati fino a sette missili. La tuga poppiera ospitava gli apparati per il controllo dei missili; per la condotta del fuoco dei pezzi da 120 mm era disponibile una direzione di tiro ARTE m/53 prodotta dalla ditta olandese Hollandse Signaalapparaten (HoSa), collocata sopra la blocco della plancia davanti all'albero e comprendente un telemetro abbinato a un radar con antenna parabolica; l'impianto da 57 mm era diretto da un'apposita direzione ARTE m/50 della HoSa, mentre i cannoni da 40 mm erano diretti da apposite colonnine di puntamento. Completavano la dotazione sensoristica due impianti radar (un HoSa LW-02 di scoperta aerea e un Thompson-CSF Saturn di scoperta di superficie) collocati sull'albero e un impianto sonar con trasduttore retrattile collocato nello scafo.

### Modifiche successive

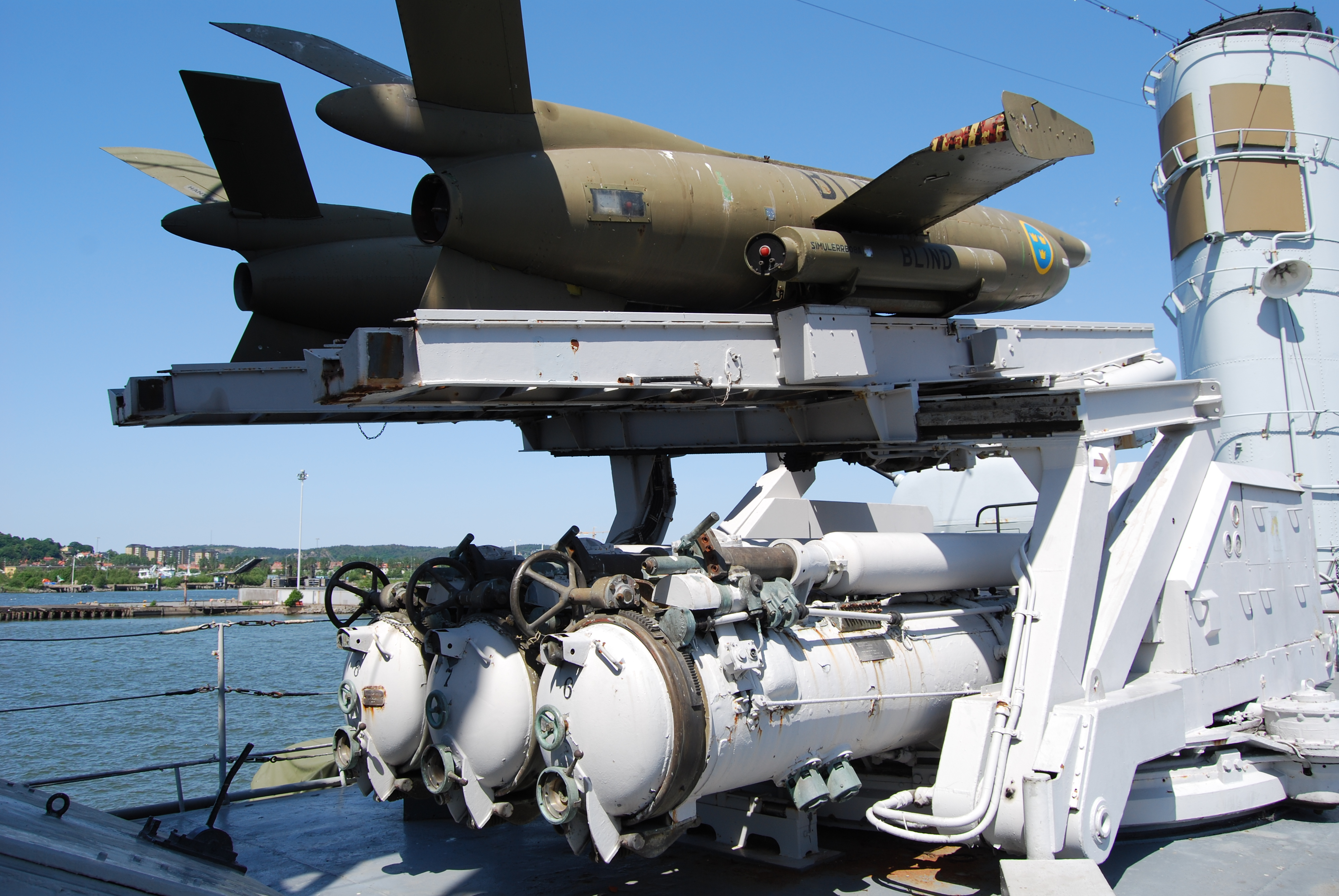
Una coppia di missili Robot 08 esposti sulle rotaie dello Småland

Il sistema Robot 315, fondamentalmente una versione migliorata delle V1 tedesche, si rivelò un progetto largamente insoddisfacente: dopo il primo lancio di prova dallo Halland nell'aprile 1955, il missile e il similare Robot 316 effettuarono un totale di 86 lanci di prova di cui otto dai cacciatorpediniere, ma non divennero mai completamente operativi e il loro sviluppo fu terminato nel 1957 in ragione dell'obsolescenza tecnologica mostrata dal loro sistema di propulsione, basato su un pulsoreattore. La Svenska marinen andò quindi alla ricerca di un sostituto, individuato infine nel 1959 nel CT20, un bersaglio aereo radiocomandato propulso a turbogetto progettato dalla ditta francese Nord Aviation: in collaborazione con la ditta svedese Saab, il drone fu riprogettato per ospitare una testata esplosiva divenendo quindi il missile Robot 08, e dopo una lunga serie di prove entrò infine in servizio nel 1966 a bordo dello Småland e l'anno successivo a bordo dello Halland.
Dopo l'adozione del Robot 08, l'originaria rampa di lancio singola fu sostituita da una rampa binata: per compensare l'aumento di peso, il sottostante impianto lanciasiluri quadruplo fu privato di uno dei tubi di lancio, incorporato nell'altro impianto lanciasiluri. Gli apparati radar e le direzioni di tiro furono poi progressivamente sostituite da impianti più moderni nel corso degli anni 1960; nello stesso periodo il lanciarazzi da 103 mm a poppa fu eliminato e il suo posto sfruttato per impiantare una piccola piattaforma di atterraggio per un elicottero leggero tipo Bell 47.

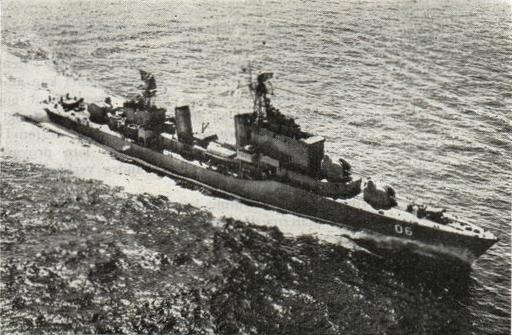
Il colombiano Siete de Agosto in navigazione nel 1958

I due originari Halland avrebbero dovuto essere seguiti da una seconda coppia di unità (designate come Lappland e Värmland), ma nel 1958 il governo svedese modificò gli stanziamenti per la difesa ponendo maggiore accento sull'aviazione e riducendo i finanziamenti per la marina, la quale dovette quindi cancellare la realizzazione delle due unità; al posto dei due Halland furono poi ordinati tra il 1956 e il 1959 quattro cacciatorpediniere classe Östergötland, più piccoli e meno armati dei precedenti. Il progetto degli Halland destò tuttavia l'interesse del governo della Colombia, e nel 1954 fu concluso un accordo per la realizzazione a favore della Armada de la República de Colombia di due unità realizzate nei cantieri della Saab Kockums di Malmö e della Götaverken di Göteborg; le unità colombiane (ARC Siete de Agosto e ARC Veinte de Julio) furono impostate nel 1955 e completate nel 1958. Le unità colombiane erano fondamentalmente identiche agli Halland originari quanto a scafo e propulsione, ma differivano completamente per quanto riguardava l'armamento: prive di dotazioni missilistiche, le unità colombiane disponevano di una terza torretta di cannoni Bofors da 120 mm al posto della torretta da 57 mm delle unità svedesi, ma per compensare l'aumento di peso i cannoni da 40 mm furono ridotti da sei a quattro; furono inoltre eliminati uno degli impianti di lanciarazzi antisommergibili, uno degli impianti lanciasiluri, le tramogge per bombe di profondità e le guide per l'imbarco delle mine.

## Unità
| Nome                | Impostazione  | Cantiere               | Varo            | Entrata in servizio | Destino finale                                                                                           |
| ------------------- | ------------- | ---------------------- | --------------- | ------------------- | --- |
| HMS Halland         | 1951          | Götaverken di Göteborg | 16 luglio 1952  | 8 giugno 1955       | Radiato dal servizio attivo il 1º luglio 1985 e avviato alla demolizione                                 |
| HMS Småland         | 1951          | Eriksbergs di Göteborg | 23 ottobre 1952 | 12 gennaio 1956     | Radiato dal servizio attivo il 1º luglio 1984, dal 1987 conservato presso il museo Maritiman di Göteborg |
| ARC Veinte de Julio | ottobre 1955  | Saab Kockums di Malmö  | 26 giugno 1956  | 16 giugno 1958      | Radiato dal servizio attivo nel 1984 e avviato alla demolizione                                          |
| ARC Siete de Agosto | novembre 1956 | Götaverken di Göteborg | 19 giugno 1956  | 31 ottobre 1958     | Radiato dal servizio attivo nel 1986 e avviato alla demolizione                                          |